# Cryptothelea lipara
Cryptothelea lipara är en fjärilsart som beskrevs av Reginald James West 1932.
Cryptothelea lipara ingår i släktet Cryptothelea och familjen säckspinnare. Inga underarter finns listade i Catalogue of Life.